# 水谷梨明日
水谷 梨明日（みずたに りあす、年齢非公表、5月17日 - ）は、日本のAV女優、翻訳家。ヌード、イメージビデオでは主に片瀬清良（かたせ せいら）名義。

## 略歴
アメリカのボストンに生まれ、日本、イギリスで育つ。日本のAVをエンターテインメントとして捉え、熱心なAVファンである。少女のころからAV女優に憧れていた。IQテストで最高140。AVデビュー前から現在に至るまで日本では慶應大学（経済学部、商学部）、アメリカではグリネル大学に籍を置き、ジェンダー研究に翻訳業もこなす。
大学のアメリカ留学時に数々の乱交パーティーを体験。経験人数は3桁。留学先から過労を経ての長期休暇で一時帰国後、新型コロナウイルスの騒動により再渡米が叶わなくなり、やむなく慶應大学商学部に入り直す。日本にて、乱交パーティーで知り合った元AV男優との出会いや、自らセックスワークを体験すべく短期間ながら勤務したソープランド、SMクラブの繋がりからスカウトされて同意、AV業界入り。女優になった理由はAV新法についてのフィールドワーク的側面もあったという。
2023年4月、MOODYZから『IQ140 インテリでボーイッシュなエロ頭良い帰国子女 スレンダー現役大学生 AV デビュー 水谷梨明日』でAVデビュー。
以後も帰国子女の経歴を生かして翻訳業、学業をこなしながら「高学歴」「インテリ」「帰国子女」「スレンダー」「ボーイッシュ」といったフレーズやイメージが用いられたアダルト作品を多数リリース。
Xやnoteにて、アメリカ留学時の経験を活かしたセックス論の他、フェチズム、フェミニズム、フェムテック、政治、経済、法律、社会問題、哲学、初期ポルノ映画史、一般映画批評などの言論を発信。
映像作家ターボ向後による世界初のVR＋AIアダルトコンテンツ「AIAV」で皆月ひかるに続く第2弾モデルとして抜擢された。
バンビプロモーション所属であったが、2024年11月15日までに退所。退所に伴い業界の慣例により「芸名使用禁止」と「SNSアカウントの削除」を要請されたが、交渉の末、使用を継続している。
2025年2月27日発売の書籍「高学歴AV女優 カメラの向こう側に立つ学歴エリートたち」（寺井広樹 著/彩図社）インタビュー文中にて妊娠を発表。その後、同年3月6日に自身のSNSで出産を報告した。

## 人物
英検1級（TOEFL119/120）。AV作品内で英語を話すこともある。スレンダーな体型、ちっぱいに「巨大」とも称される乳首。右腕の内側に2人の少女を描いたタトゥーがある。乳首イキは勿論、あらゆる部位が敏感。SMにおける「M」を自称する。
趣味はセックスの他、新しい知識・体験を得る勉強、アニメ鑑賞、プラモデル、フィギュア（模型）、プロレス観戦、VTuber推し活、整体。オナニーは毎日行う。
アメリカで休学直後はうつ病と診断され、それまで優等生であった水谷にとってアイデンティティクライシスといえる状況だった。しかしエロの世界では学歴、職歴など関係なく優しい世界で包まれており、生きる意味を見出すきっかけとなった。
ドラマ『全裸監督』で黒木香の存在を知り、「こんなすごいフェミニストの進化系みたいなのが、かつての日本にいたんだ！！」「テレビに出ていたんだ！！」と感銘を受け、黒木に憧れるようになる。
性風俗や女性の生き方などを主題とするフリーライターの中山美里とは、AVデビュー前からのインターネットを通じた知り合いであった。当時、AV新法により多くのAV女優の活動が困難になった中、女優らが自ら声を上げている状況に共鳴し、AV女優らと共に国会議員に会いに行くなどの活動をしていた中山にメールにてメッセージを送った。中山は「とても丁寧なメッセージで、勉強熱心な姿に心打たれた」と水谷デビュー時の雑誌「実話ナックルズGOLD Vol.33」(大洋図書/2023年8月20日発行)における2人の対談紙面の中で述懐した。

## 映像作品

### アダルトビデオ
- 『IQ140 インテリでボーイッシュなエロ頭良い帰国子女 スレンダー現役女子大生 AV デビュー 水谷梨明日』MOODYZ（2023/04/14）
- 『IQ140！インテリでボーイッシュなエロ頭イイ帰国子女スレンダー現役女子大生 初めてのナマ中出し 水谷梨明日』本中（2023/05/12）
- 『ボーイッシュ地味娘の究極エゴマゾSEX ショートカット少女がS男にグッチャグチャにされてヘロヘロアへ顔になるまでとにかくイキまくる！ 水谷梨明日』ROOKIE（2023/06/09）
- 『パンスト美脚をキモオヤジ校長に汚され堕ちた美尻スレンダー教師 水谷梨明日』ダスッ！（2023/06/23）
- 『【舞ワイフ】水谷 飛鳥』（水谷飛鳥１）舞ワイフ（2023/08/31）
- 『海で見つけた水着お嬢さん ローターを仕込んでち○ぽトンネルを指1本触れずにゴール出来たら賞金100万円ゲームに挑戦！～ただし失敗したら即ハメSEX罰ゲーム！！～』SOD素人（2023/09/19）
- 『【舞ワイフ】水谷 飛鳥　蒼い再会』（水谷飛鳥２）舞ワイフ（2023/09/26）
- 『マジックミラー号「童貞くんのオナニーのお手伝いしてくれませんか…」 海水浴場で声を掛けた心優しい水着美女が童貞くんを赤面筆おろし！2023年夏【あかね編】』SODクリエイト（2023/10/05）
- 『性に奔放な帰国子女、海外仕込みのどエロいプライベートハメ撮り映像流××。デカ乳首＆筋肉質スレンダーなエロボディがのけ反ってイキまくり！！』エログラム → HMN WORKS（2023/10/16）
- 『アメスクヒロイン エロピンチ スタリオン』GIGA（2023/11/01）
- 『容姿端麗バリキャリ女上司に逆ギレ！クリ並みに敏感な巨大乳首でイキ狂わせる！プライドは絶頂失禁で崩壊 深夜残業SEX 水谷梨明日』ABC/妄想族（2023/11/24）
- 『美脚キャビンアテンダントだけを狙う大手航空会社専門 追撃ピストンマッサージ6』変態紳士倶楽部（2023/12/01）
- 『素人ナンパGET！！No.236 仙台美女編 日本全国の美女をGETするまで帰れまテン Episode1』桃太郎映像出版（2023/12/02）
- 『Ⅿさん』（シリーズ「睡眠営業研修」）素人ペイペイ（2023/12/06）
- 『富士本』（シリーズ「神メンエス嬢の射精無制限生挿入中出し裏オプション完全盗撮」）俺の素人‐Z‐（2023/12/08）
- 『アナウンサー志望の名門校女子大生限定！「女子アナはどんな状況下でも原稿を読めるはず！？」 固定バイブ淫語ニュース超過激リポート4 イタズラ妨害に屈せず原稿読み終えたら100万円！途中で断念したら即ハメ中出し罰ゲーム！』はじめ企画（2023/12/15）
- 『完全昏睡-4名- れな・清純文学少女 ルミナ・爆乳日焼けギャル店員 のぞみ・敏感体質学生 あすな・優等生ボーイッシュ 睡眠姦映像』BEATLEh（2023/12/19）
- 『「制服・下着・全裸」でおもてなし またがりオマ○コ航空 圧巻総勢11名＋特別講師1名による2023年度新人CA大型研修編』SODクリエイト（2023/12/19）
- 『新宿をデートしていた暇そうなカップルをカーセックス中に催眠ガスで眠らせNTR ターゲット…OL 彼氏…会社員』SODクリエイト（2023/12/20）
- 『激ナマイキ妻NTR！ 絶対に堕ちないハズの…甘えんぼのくせにちょっと暴力的な嫁が、先輩のアクメ玩具に調教された動画！』新セカイ/妄想族（2023/12/23）
- 『ジェンダーレス素人大学生 同性にも人気抜群の梨明日をテニサー合宿の保養所で生ハメしたら想像以上の感度でガチイキ連発し… 梨明日』FunCity/妄想族（2023/12/30）
- 『逃げても無駄！後ろからネジ込み強●挿入！街で見かける無防備な透けパン美女をストーキング！寝バック追姦レ×プ！！』SODクリエイト（2024/01/09）
- 『最終電車で痴女とまさかの2人きり！向かいの座席でパンチラしてくるホロ酔い美脚女の誘惑で勃起したらヤられたVOL.5』DANDY（2024/01/11）
- 『クラスの女子が僕の秘蔵のオナホを見つけ、オナホ使うところ見せてよ！勃起しないと無理だよ！じゃ私の黒タイツパンツ見たら勃起する？2 と、まさかの神展開ゲットだぜ！』SWITCH（2024/01/11）
- 『「ダメだけどコスるだけなら…絶対に本番は禁止ですよ？」デカチン客に興奮してパンツ越し素股でじっくり焦らしながら布越し誘惑してくる自宅でエステを開業したセックスレスで欲求不満の若妻3名』SODクリエイト（2024/01/22）
- 『リアスさん』「イマジン」（2024/01/25）
- 『黒タイツ女子○生2 クラスで気になる女子の黒タイツ太もも＆パンチラ！まん丸黒タイツ尻が僕を勃起させる！女子も見られて、ヌレヌレマ○コでヤル気マンマン！』SWITCH（2024/02/22）
- 『りあすさん』素人ムクムク‐クスリ（2024/02/23）
- 『性欲暴走させる息子の矯正をママ友（凛とした高学歴心理カウンセラー）が引き受けてくれましたが…返り討ち 訪問カウンセリング中にめちゃくちゃ犯●れて凄まじい絶倫っぷりにヨレヨレになるまでイカされてドM開花アヘとろアクメ！ 水谷梨明日』ムーディーズ（2024/03/01）
- 『スキスキ大好き告白青春エッチ！ 大好きなあの娘のパンツが見えて幸せなのに、まさかの「付き合って下さい！」 学校内でほとばしる熱い思いと精子を君に発射！』SWITCH（2024/03/07）
- 『MIZUTANI』素人ムクムク‐塩PP‐（2024/03/8）
- 『乳首ビンビンデカ尻女子校生は僕達の性欲処理肉便器 ボーイッシュでスレンダー筋肉美の高学歴スケベIQ高めお下劣変態お嬢様はコリッコリの敏感でか乳首ビンビンにボッキさせて快楽に従順アヘ顔イキ狂い』デジタルアーク（2024/03/09）
- 『新〇区債務者R』素人ムクムク‐弱点‐（2024/03/13）
- 『スーパーレディー 超機械生命体の恐怖』GIGA（2024/03/15）
- 『ドキュメント ボディガード（ヌキあり）に守られしゼツリン大富豪』SODクリエイト（2024/04/09）
- 『個撮ナンパ ＃インテリ系綺麗なお姉さんゲット！＃実はエロ120％女子＃モデル体型＃ショートカット美女＃スマホハメ撮り＃なま中だし』きゃっち（2024/04/29）
- 『男装ボーイッシュな幼馴染の敏感デカ乳首をふざけていじり続けたら想定外のお漏らしイキ！不覚にも勃起してしまい失禁ビチャビチャま○こにデカチン中出しピストンでイキ狂わせてメス堕ちさせてしまった。 水谷梨明日』ルナティックス（2024/05/03）
- 『カーシェア密会映像 欲求不満パート妻と雇用主の消し忘れ密会の一部始終』ゲッツ！！（2024/05/03）
- 『水谷梨明日レズ解禁 私、女の人に体も心もボロボロに壊されたかったんです。ドMの天才の性癖がレズで開花』ビビアン（2024/05/10）
- 『【性の喜びを知る】スレンダーボーイッシュJD あすかちゃん22 歳。女っ気ゼロイケメン女子がハー ドコアW チンポピストンで完堕ち!!白目パキパキマジキチ変態3P 地獄変【クレイジー】』あいすまん（2024/06/23）
- 『【美脚スレンダー】英語教師美人奥様 （27） DD元教え子とクズ不倫！！イケメンチ〇ポで〇されイかされまくる禁断NTRファック！！【教員免許はく奪】』HMN WORKS（2024/05/19）
- 『素人おま○こくぱぁ観察2輝くビラビラが透けて見えそうなほど4Kカメラ超接写至近距離で照れイキオナニー30ま○こ5時間』S級素人（2024/05/25）
- 『【車で個人撮影】素人美少女ヨダレまみれ手コキ10人』S級素人（2024/05/25）
- 『顔出しMM号 美人キャビンアテンダント限定 ザ・マジックミラー 勝てば100万円！負ければ即ハメ！航空会社対抗中出し野球拳！ 2 高嶺の花のCAオマ○コに何度イってもやめないデカチン追撃ピストンで連続中出し！』ディープス（2024/06/14）
- 『大の字拘束 淫汁垂れ流し強●アクメ』SEX Agent/妄想族（2024/07/20）
- 『MIZUTANI RIASU/ORGASM MASSAGE ～高IQ帰国子女～　ボーイッシュ女子大生が地球を超えた』フェザース（2024/11/08）
- 『ぬるてかパンストレズファイト3』ROCKET（2024/11/12）
- 『媚薬オイルでオマ●コ決壊するキメセク潮吹きエステサロン 水谷梨明日』Materiall（2024/12/19）

### イメージビデオ
- 『私のこと…おヘンタイだと思いますか…？　片瀬清良』サムバディ（2023/09/15）
- 『ひとりえっち　片瀬清良』サムバディ（2023/09/29）
- 『恋のスキャンダル / 片瀬清良』グリード（2023/11/30）

### VR作品
- 『【VR】囁きジェラシー淫語手コキ』AQUA＜アクア＞（2024/08/09）

## 写真集
- デジタル写真集『バリキャリ女上司のプライド崩壊…逆切れポンコツ部下によるデカ乳首開発でガクブル絶頂メス堕ち 水谷梨明日』ぽかぽか（2023/12/14）

## 出演

### テレビ
- ビ〜チ9（2024年10月、テレビ埼玉）

### イベント
- 新宿ロフトプラスワン「コアチョコTシャツデスマッチ 男祭り」（2024年12月15日、ハードコアチョコレート）

## 書籍

### 単行本
- 高学歴AV女優　カメラの向こう側に立つ学歴エリートたち（寺井広樹 著/彩図社/2025年3月21日）

ロングインタビュー「アダルトビデオ出演はフィールドワーク！米名門大学で学んだ異色の‘性の探究者‘水谷梨明日」収録

### 雑誌
- 実話ナックルズGOLD Vol.33(大洋図書/2023年8月20日発行)「バイリンガル女子大生、念願のAVデビュー！水谷梨明日 interview」
- 週刊アサヒ芸能 11.23特大号（徳間書店/2023年11月23日発行）「新時代の『エロ女神たち』が降臨！20代新人女優・ドスケベ座談会」